# Municipio de East Fork (condado de Clinton)
El municipio de East Fork (en inglés: East Fork Township) es un municipio ubicado en el condado de Clinton en el estado estadounidense de Illinois. En el año 2010 tenía una población de 400 habitantes y una densidad poblacional de 4,11 personas por km².

## Geografía
El municipio de East Fork se encuentra ubicado en las coordenadas 38°41′34″N 89°12′24″O / 38.69278, -89.20667. Según la Oficina del Censo de los Estados Unidos, el municipio tiene una superficie total de 97.42 km², de la cual 81,79 km² corresponden a tierra firme y (16,05 %) 15,64 km² es agua.

## Demografía
Según el censo de 2010, había 400 personas residiendo en el municipio de East Fork. La densidad de población era de 4,11 hab./km². De los 400 habitantes, el municipio de East Fork estaba compuesto por el 98,25 % blancos, el 0,75 % eran afroamericanos y el 1 % eran de una mezcla de razas. Del total de la población el 1,5 % eran hispanos o latinos de cualquier raza.